# Danh sách bộ trưởng Quốc phòng Đức
Bộ trưởng Quốc phòng Đức (Tiếng Đức: Bundesminister der Verteidigung) là người đứng đầu bộ Quốc phòng Đức cũng như là một trong những thành viên của nội các Liên bang Đức.
Theo điều 56a Hiến pháp Đức, bộ trưởng Quốc phòng Liên bang đồng thời cũng là tổng Tư lệnh các Lực lượng Vũ trang Đức (Bundeswehr). Còn quy định tại điều 115b nêu rõ rằng khi tình trạng quốc phòng xảy ra, bên phía Quốc hội Liên bang Đức, dưới sự đồng ý của Hội đồng Liên bang, sẽ thực hiện chuyển giao quyền chỉ huy quân đội lại cho Thủ tướng Đức. Chức vụ cao nhất bên phía Bundeswehr là Tổng Thanh tra các Lực lượng vũ trang Đức (Tiếng Đức: Generalinspekteur der Bundeswehr).
Bộ trưởng Quốc phòng Đức hiện tại là bà Christine Lambrecht.

## Danh sách

### Bộ trưởng Quốc phòng (1919–1935)
| Tên                                                          | Chân dung   | Thời gian tại nhiệm                                     | Đảng | Đảng  | Nội các                                                                               |
| ------------------------------------------------------------ | ----------- | ------------------------------------------------------- | ---- | ----- | ------------------------------------------------------------------------------------- |
| Gustav Noske (9 tháng 7 năm 1868–30 tháng 11 năm 1946)       | không khung | 13 tháng 2 năm 1919–22 tháng 3 năm 1920 1 năm, 38 ngày  |      | SPD   | Scheidemann Bauer                                                                     |
| Otto Gessler (6 tháng 2 năm 1875 – 24 tháng 3 năm 1955)      | không khung | 27 tháng 3 năm 1920–19 tháng 1 năm 1928 7 năm, 298 ngày |      | DDP   | Müller I Fehrenbach Wirth I–II Cuno Stresemann I–II Marx I–II Luther I–II Marx III–IV |
| Wilhelm Groener (22 tháng 11 năm 1867–3 tháng 5 năm 1939)    | không khung | 19 tháng 1 năm 1928–30 tháng 5 năm 1932 4 năm, 132 ngày |      | Không | Marx IV Müller II Brüning I–II                                                        |
| Kurt von Schleicher (7 tháng 4 năm 1882–30 tháng 6 năm 1934) | không khung | 1 tháng 6 năm 1932–28 tháng 2 năm 1933 241 ngày         |      | Không | Papen Schleicher                                                                      |
| Werner von Blomberg (2 tháng 9 năm 1878–14 tháng 3 năm 1946) | không khung | 28 tháng 1 năm 1933–21 tháng 5 năm 1935 2 năm, 113 ngày |      | Không | Schleicher Hitler                                                                     |

### Bộ trưởng Chiến tranh (1935–1938)
| Tên                                                          | Chân dung   | Thời gian tại nhiệm                                     | Đảng | Đảng  | Nội các |
| ------------------------------------------------------------ | ----------- | ------------------------------------------------------- | ---- | ----- | ------- |
| Werner von Blomberg (2 tháng 9 năm 1878–14 tháng 3 năm 1946) | không khung | 27 tháng 5 năm 1935–27 tháng 1 năm 1938 2 năm, 245 ngày |      | Không | Hitler  |

Năm 1938, sau sư kiện Blomberg–Fritsch, bộ Chiến tranh bị giải thể và bộ Chỉ huy Tối cao Quân lực Đức (OKW) lên thay thế vị trí bộ này.

### Chỉ huy Tối cao Quân lực Đức (Bộ trưởng Chiến tranh trên thực tế, 1938–1945)
| Tên                                                       | Chân dung   | Thời gian tại nhiệm                                  | Đảng | Đảng  | Nội các          |
| --------------------------------------------------------- | ----------- | ---------------------------------------------------- | ---- | ----- | ---------------- |
| Wilhelm Keitel (22 tháng 9 năm 1882–16 tháng 10 năm 1946) | không khung | 4 tháng 2 năm 1938–8 tháng 5 năm 1945 7 năm, 93 ngày |      | Không | Hitler Flensburg |

### Bộ trưởng Chiến tranh (1945)
| Tên                                                    | Chân dung   | Thời gian tại nhiệm                    | Đảng | Đảng  | Nội các            |
| ------------------------------------------------------ | ----------- | -------------------------------------- | ---- | ----- | ------------------ |
| Karl Dönitz (16 tháng 9 năm 1891–24 tháng 12 năm 1980) | không khung | 30 tháng 4–23 tháng 5 năm 1945 23 ngày |      | NSDAP | Goebbels Flensburg |

### Bộ trưởng Quốc phòng Cộng hòa Dân chủ Đức (1956–1990)
| Tên                                                        | Chân dung   | Thời gian tại nhiệm                                      | Đảng | Đảng | Chủ tịch Hội đồng Bộ trưởng                             |
| ---------------------------------------------------------- | ----------- | -------------------------------------------------------- | ---- | ---- | ------------------------------------------------------- |
| Willi Stoph (9 tháng 7 năm 1914–13 tháng 4 năm 1999)       | không khung | 1 tháng 3 năm 1956–14 tháng 7 năm 1960 4 năm, 193 ngày   |      | SED  | Otto Grotewohl                                          |
| Heinz Hoffmann (28 tháng 11 năm 1910–2 tháng 12 năm 1985)  | không khung | 14 tháng 7 năm 1960–2 tháng 12 năm 1985 25 năm, 141 ngày |      | SED  | Otto Grotewohl Willi Stoph Horst Sindermann Willi Stoph |
| Heinz Kessler (26 tháng 1 năm 1920–2 tháng 5 năm 2017)     | không khung | 3 tháng 12 năm 1985–18 tháng 11 năm 1989 3 năm, 351 ngày |      | SED  | Willi Stoph Hans Modrow                                 |
| Theodor Hoffmann (27 tháng 2 năm 1935–1 tháng 11 năm 2018) | không khung | 18 tháng 11 năm 1989–12 tháng 4 năm 1990 145 ngày        |      | SED  | Hans Modrow                                             |
| Rainer Eppelmann (sinh 12 tháng 2 năm 1943)                | không khung | 12 tháng 4–2 tháng 10 năm 1990 173 ngày                  |      | DA   | Lothar de Maizière                                      |

### Bộ trưởng Quốc Phòng Cộng hòa Liên bang Đức (Bundesminister der Verteidigung, từ năm 1955)
| Tên                                                            | Chân dung   | Thời gian tại nhiệm                                       | Đảng | Đảng | Nội các                  |
| -------------------------------------------------------------- | ----------- | --------------------------------------------------------- | ---- | ---- | ------------------------ |
| Bộ trưởng Quốc phòng Liên bang                                 |             |                                                           |      |      |                          |
| Theodor Blank (19 tháng 9 năm 1905–14 tháng 5 năm 1972)        | không khung | 7 tháng 6 năm 1955–16 tháng 10 năm 1956 1 năm, 131 ngày   |      | CDU  | Adenauer II              |
| Franz Josef Strauß (6 tháng 9 năm 1915–3 tháng 10 năm 1988)    | không khung | 16 tháng 10 năm 1956–29 tháng 12 năm 1961 5 năm, 74 ngày  |      | CSU  | Adenauer II–III          |
| Bộ trưởng Bộ Quốc phòng Liên bang                              |             |                                                           |      |      |                          |
| Franz Josef Strauß (6 tháng 9 năm 1915–3 tháng 10 năm 1988)    | không khung | 30 tháng 12 năm 1961–9 tháng 1 năm 1963 1 năm, 10 ngày    |      | CSU  | Adenauer IV–V            |
| Kai-Uwe von Hassel (21 tháng 4 năm 1913–8 tháng 5 năm 1997)    | không khung | 9 tháng 1 năm 1963–1 tháng 12 năm 1966 3 năm, 326 ngày    |      | CDU  | Erhard I–II              |
| Gerhard Schröder (11 tháng 9 năm 1910–31 tháng 12 năm 1989)    | không khung | 1 tháng 12 năm 1966–21 tháng 10 năm 1969 2 năm, 324 ngày  |      | CDU  | Kiesinger                |
| Helmut Schmidt (11 tháng 9 năm 1910–31 tháng 12 năm 1989)      | không khung | 22 tháng 10 năm 1969–7 tháng 7 năm 1972 2 năm, 259 ngày   |      | SPD  | Brandt I                 |
| Georg Leber (7 tháng 10 năm 1920–21 tháng 8 năm 2012)          | không khung | 7 tháng 7 năm 1972–16 tháng 2 năm 1978 5 năm, 224 ngày    |      | SPD  | Brandt I–II Schmidt I–II |
| Hans Apel (25 tháng 2 năm 1932–6 tháng 9 năm 2011)             | không khung | 17 tháng 2 năm 1978–1 tháng 10 năm 1982 3 năm, 359 ngày   |      | SPD  | Schmidt II–III           |
| Manfred Wörner (24 tháng 9 năm 1934–13 tháng 8 năm 1994)       | không khung | 1 tháng 10 năm 1982–18 tháng 5 năm 1988 5 năm, 227 ngày   |      | CDU  | Kohl I–II–III            |
| Rupert Scholz (sinh 23 tháng 5 năm 1937)                       | không khung | 18 tháng 5 năm 1988–21 tháng 4 năm 1989 338 ngày          |      | CDU  | Kohl III                 |
| Gerhard Stoltenberg (29 tháng 9 năm 1928–23 tháng 11 năm 2001) | không khung | 21 tháng 4 năm 1989–31 tháng 3 năm 1992 2 năm, 345 ngày   |      | CDU  | Kohl III–IV              |
| Volker Rühe (sinh 25 tháng 9 năm 1942)                         | không khung | 1 tháng 4 năm 1992–26 tháng 10 năm 1998 6 năm, 208 ngày   |      | CDU  | Kohl IV - V              |
| Rudolf Scharping (sinh 2 tháng 12 năm 1947)                    | không khung | 27 tháng 10 năm 1998–19 tháng 7 năm 2002 3 năm, 265 ngày  |      | SPD  | Schröder I               |
| Peter Struck (24 tháng 1 năm 1943–19 tháng 12 năm 2012)        | không khung | 19 tháng 7 năm 2002–22 tháng 11 năm 2005 3 năm, 126 ngày  |      | SPD  | Schröder II              |
| Franz Josef Jung (sinh 5 tháng 3 năm 1949)                     | không khung | 22 tháng 11 năm 2005–28 tháng 10 năm 2009 3 năm, 340 ngày |      | CDU  | Merkel I                 |
| Karl-Theodor zu Guttenberg (sinh 5 tháng 12 năm 1971)          | không khung | 28 tháng 10 năm 2009–3 tháng 3 năm 2011 1 năm, 126 ngày   |      | CSU  | Merkel II                |
| Thomas de Maizière (sinh 21 tháng 1 năm 1954)                  | không khung | 3 tháng 3 năm 2011–17 tháng 12 năm 2013 2 năm, 279 ngày   |      | CDU  | Merkel II                |
| Ursula von der Leyen (sinh 8 tháng 10 năm 1958)                | không khung | 17 tháng 12 năm 2013–17 tháng 7 năm 2019 5 năm, 212 ngày  |      | CDU  | Merkel III–IV            |
| Annegret Kramp-Karrenbauer (sinh 9 tháng 8 năm 1962)           | không khung | 17 tháng 7 năm 2019–8 tháng 12 năm 2021 2 năm, 144 ngày   |      | CDU  | Merkel IV                |
| Christine Lambrecht (sinh 19 tháng 6 năm 1965)                 |             | 8 tháng 12 năm 2021–19 tháng 1 năm 2023 1 năm, 42 ngày    |      | SPD  | Scholz I                 |
| Boris Pistorius (sinh 14 tháng 3 năm 1960)                     |             | 19 tháng 1 năm 2023–nay 2 năm, 48 ngày                    |      | SPD  | Scholz I                 |